# David Nyathi
Davdi Nyathi (Shatale, 22 de març de 1969) és un exfutbolista sud-africà, que jugava de defensa. Va jugar en el Kaizer Chiefs del seu país. Després feu el salt a Europa, jugant a les lligues d'Espanya, Suïssa, Itàlia i Turquia.
Amb la selecció de Sud-àfrica va jugar 41 partits i va marcar un gol. Va formar part del combinat del seu país que va disputar el Mundial de futbol de 1998.